# 艾歇爾湖
49°45′39″N 8°26′47″E / 49.76075375909717°N 8.446340560913086°E

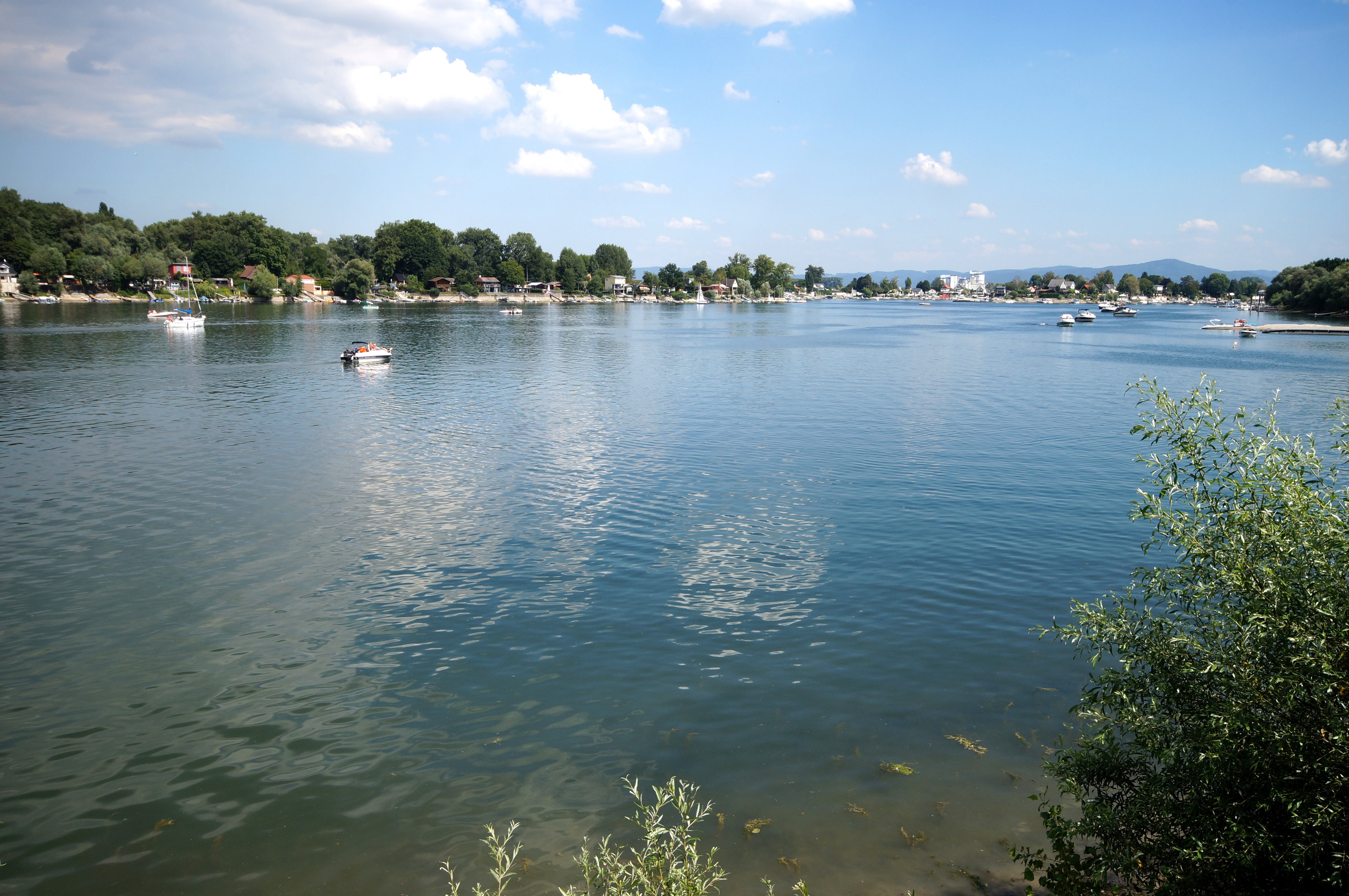

艾歇爾湖（德語：Eicher See），是德國的湖泊，位於該國西南部，由萊茵蘭-普法爾茨州負責管轄，長1.9公里、寬0.5公里，該湖泊面積0.58平方公里，海拔高度87米。